# Pelopio

Plano del santuario de Olimpia. El n.º 5 es el Pelopio.

El Pelopio era una estructura cerca del antiguo sitio de Olimpia, la presunta tumba de Pélope, un héroe de la mitología griega. Era un monumento rodeado de una estructura pentagonal. Fue construido al noreste del Altis y al sur del templo de Hera. Su entrada se hallaba al Este. La tumba disponía de un altar para los sacrificios de animales en el periodo de la Grecia arcaica y continuó sirviendo como altar en época romana, hasta que cayó en desuso con la advenimiento del cristianismo. Era un montón de cenizas y tierra batida, sobre el cual se realizaban los sacrificios. Un carnero negro era sacrificado aquí cada año en honor de Pélope. Para llegar a la cima del altar, los sacerdotes tuvieron que excavar pasos en el montículo. Esta forma de altar de tierra era particularmente antigua, a diferencia de los altares más modernos de piedra, como los existentes en Delfos y en la Acrópolis de Atenas.
Las investigaciones arqueológicas han desvelado dos fases constructivas del Pelopio, ya que el túmulo con la evolución histórica del santuario de Olimpia tuvo notorias reformas. El Pelopio I consistía en una elevación del terreno cercado por un círculo de piedras con un diámetro de 31 x 34 metros. Los cimientos originarios se hallan puestos sobre una de las casas absidiales levantadas durante la Edad del Bronce, por lo que se ha deducido que fue construido en el periodo postmicénico, datable a finales del segundo milenio a. C.
El Pelopio II se ha fechado en el siglo VI a. C. Fue edificado encima del primero. El recinto tenía forma hexagonal, construido con piedra porosa y dotado de un propileo, que fue ampliado y remozado por los romanos.